# Nyírmada
Nyírmada là một thành phố thuộc hạt Szabolcs-Szatmár-Bereg, Hungary. Thành phố này có diện tích 38,82 km², dân số năm 2010 là 4811 người, mật độ 124 người/km².